# Frederick E. Morgan
Frederick Edgworth Morgan (ur. 5 lutego 1894 w Paddock Wood, zm. 19 marca 1967 w Londynie) – brytyjski wojskowy, generał porucznik, żołnierz obu wojen światowych. Najbardziej znany jako szef sztabu Supreme Allied Commander (COSSAC), pierwotnego planisty operacji Overlord.

## Życiorys
Absolwent Royal Military Academy w Woolwich, został powołany na stanowisko podporucznika Królewskiej Artylerii Polowej w 1913 roku. Podczas I wojny światowej służył na froncie zachodnim jako oficer artylerii i oficer sztabowy. Walczył m.in. pod Ypres i Passchendaele, za co został dwukrotnie wymieniony w dyspozycjach. Następnie dwukrotnie służył w armii brytyjskiej w Indiach.
Krótko przed wybuchem II wojny światowej w 1939 roku został awansowany na brygadiera i objął dowództwo 1 Grupy Wsparcia 1 Dywizji Pancernej, którą dowodził podczas obrony Francji. W maju 1942 toku został mianowany generałem porucznikiem i otrzymał dowództwo I Korpusu. Kwatera główna Morgana została oznaczona jako Force 125 i miała za zadanie kierować odparciem ewentualnego niemieckiego ataku z terytorium Hiszpanii na Gibraltar, który nigdy jednak nie doszedł do skutku. W marcu 1943 roku Morgan został mianowany szefem sztabu Supreme Allied Commander, czyli COSSAC. Na tym stanowisku kierował planowaniem operacji Overlord. Kiedy gen. Dwight Eisenhower został dowódcą SHAEF, zjednoczonego dowództwa sił alianckich utworzonego na potrzeby przyszłej inwazji, Morgan został przy nim zastępcą szefa sztabu.
Po wojnie pełnił funkcję szefa operacji UNRRA w okupowanych Niemczech, dopóki jego stanowisko nie zostało zlikwidowane po opublikowaniu „nieoficjalnych” komentarzy dotyczących rzekomej niekompetencji i korupcji w UNRRA, w tym nieudowodnionego przeznaczenia zasobów UNRRA na wsparcie ruchów syjonistycznych w Palestynie. 29 grudnia 1946 roku przeszedł na emeryturę. W 1951 roku został kontrolerem energii atomowej i był obecny podczas operacji Hurricane, pierwszych brytyjskich testów broni atomowej na wyspach Montebello w 1952 roku. Jego stanowisko zostało zniesione w 1954 roku wraz z utworzeniem United Kingdom Atomic Energy Authority, ale pozostał kontrolerem broni nuklearnej do 1956 roku.
Zmarł 19 marca 1967 roku w Londynie.